# حلاوة (العراق)
حلاوة هي قرية صغيرة تقع في منطقة الجزيرة قرب تلعفر.
ظهر اسم البلدة في إحصاء 1957 م وكان عدد سكنها في تلك العام 92 نسمة.
من القرى القريبة من حلاوة قرية «أبو ماريا» وقرية «دبونه».